# Ford GT90
Ford GT90 é um carro conceito apresentado no salão de Detroit em 1995.
Já seguindo as linhas do estilo New Edge, o GT90 espantou não somente pelas formas e números de desempenho de sua época, mas também pela engenharia e eletrônica aplicadas no super carro.
Com um chassis de alumínio em forma de colmeia e carroceria de fibra de carbono, o GT90 recebeu um propulsor em formato de "V", com 12 cilindros, 6 litros e quatro turbinas, que geram 730 cv (720 hp) a 6600 rpm e um enorme torque de 91,2 kgfm disponíveis a 4750 rpm. Com esses números, o GT90 precisa de apenas 3,1 s para atingir 100 km/h e chega a uma velocidade final de 378 km/h, sendo esses, dados fornecidos pelo fabricante.
Na época, a Ford tinha intenção de produzir uma série limitada a 100 unidades do GT90, mas por razões não oficialmente divulgadas, produziu apenas uma, que se encontra na Divisão de Veículos Especiais da marca.
O GT90 pode ser pilotado em jogos eletrônicos e simuladores de direção, como Need for Speed II, Gran Turismo 2, Sega GT 2002, Project Gotham Racing 3, Ford Racing 2, Ford Racing 3, entre outros.